# آلبرت شاتز
آلبرت شاتز (انگلیسی: Albert Schatz (scientist)؛ ۲ فوریهٔ ۱۹۲۰ – ۱۷ ژانویهٔ ۲۰۰۵) یک دانشمند در زمینه میکروبیولوژی و آموزش علوم اهل ایالات متحده آمریکا بود. او توانست برای نخستین بار در سال ۱۹۴۳ میلادی آنتی‌بیوتیک استرپتومایسین (نخستین آنتوبیوتیک درمان‌کننده بیماری سل) را در آزمایشگاه سلمان واکسمن در دانشگاه راتگرز در آمریکا تخلیص و جداسازی کند.